# Maria Cristina di Savoia
Maria Cristina Carlotta Giuseppa Gaetana Efisia di Savoia, nota semplicemente come Maria Cristina di Savoia, (Cagliari, 14 novembre 1812 – Napoli, 31 gennaio 1836) fu regina delle Due Sicilie per matrimonio e principessa di Savoia per nascita. Nel 2014 la Chiesa cattolica l'ha proclamata beata.

## Biografia

### La famiglia e gli anni a Torino
Maria Cristina era la figlia minore di Vittorio Emanuele I di Sardegna e dell'arciduchessa Maria Teresa d'Asburgo-Este.
I suoi nonni materni erano l'arciduca Ferdinando d'Austria-Este e Maria Beatrice Ricciarda d'Este. Ferdinando era a sua volta figlio dell'imperatore Francesco I di Lorena e dell'arciduchessa Maria Teresa d'Austria. Maria Beatrice era la figlia primogenita di Ercole III d'Este, ultimo rappresentante dell'antica casata degli Este, e di Maria Teresa Cybo-Malaspina, duchessa di Massa e principessa di Carrara.
Maria Cristina nacque a Cagliari il 14 novembre 1812, durante il periodo napoleonico, quando il Piemonte, ove si trovava la capitale del regno, Torino, era stato annesso all'Impero francese.
Nel diario (ancora inedito, conservato nell'Archivio di Stato di Modena) del suo soggiorno di 24 mesi in Sardegna, Francesco d'Austria-Este, fratello della regina Maria Teresa, racconta : "Io ho assistita mia sorella la  Regina nel parto, a sostenerla, alzarla ... Alle 8 3/4 partorì una sanissima grossa femmina, che fu chiamata Cristina", aggiungendo poi che il battesimo era stato celebrato alle 17,30 nella cattedrale di Cagliari dal "Decano Abbate Sisternes", con il futuro re Carlo Felice e la moglie Maria Cristina di Borbone-Due Sicilie come padrini.
Tornata a Torino ancora giovanissima, venne educata a corte. In suo onore le fu dedicato il Fort Marie-Christine, una fortificazione militare presso la città di Aussois, parte del complesso dei Forti dell'Esseillon, allora al confine con la Francia e compreso nei domini sabaudi.
Nel 1830 l'aristocrazia torinese organizzò in suo onore una grande festa per il suo fidanzamento con Ferdinando II, re delle Due Sicilie; la baronessa Olimpia Savio, che proprio in quella occasione faceva il suo debutto in società, così la ricorda nelle sue memorie: "La principessa Cristina non aveva allora 20 anni: era bella, d'una bellezza seria e soave: alta di statura, bianca di carnagione, due grosse onde di ciocche brune inanellate ornavano poeticamente quel volto, pallido, illuminato da due grandi occhi espressivi. Vestiva un abito azzurro e bianco, colori del cielo a cui era destinata, e portava in fronte un gran diadema di brillanti. Non ballò, perché la rigida etichetta non lo permetteva. Attratta da quella simpatica, distinta e ad un tempo così modesta personalità, non ebbi occhi e simpatie che per lei, la sola attraente tra quelle teste coronate". Vi erano pure le di lei sorelle, le duchesse di Modena e di Lucca, e la madre, la regina Maria Teresa d'Austria-Este, donna di forte animo, ma poco amata per l'alterigia e l'avversione alle libertà politiche; era infatti aperta nemica di Carlo Alberto, da lei definito una testa brusà, e quando parlava di Cesare Balbo lo chiamava con l'epiteto d'coul strasson.

### Matrimonio

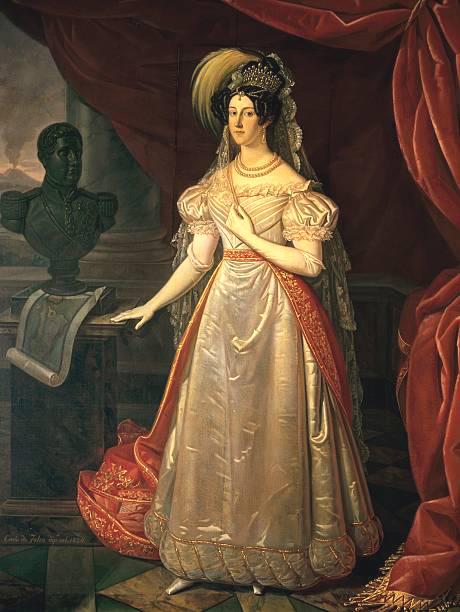
Maria Cristina di Savoia, regina delle Due Sicilie

Sposò nel 1832 Ferdinando II delle Due Sicilie, divenendo regina consorte delle Due Sicilie; le nozze furono celebrate il 21 novembre 1832 nel santuario di Nostra Signora dell'Acquasanta a Genova.
Maria Cristina era di sentimenti religiosissimi ed estremamente devota: cristiana fervente, si trovò a vivere in una corte il cui stile di vita era molto lontano dalla sua sensibilità. Con il marito, esuberante, vi era qualche difficoltà di relazione, ma la donna riuscì a ingentilirne, se non i costumi, perlomeno la politica repressiva. Nei pochi anni in cui fu regina riuscì a impedire l'esecuzione di tutte le condanne capitali e «finché ella visse tutti i condannati a morte furono aggraziati».
Non ebbe comunque l'opportunità di avventurarsi in altre ingerenze politiche: si dedicò prevalentemente ad azioni di bontà verso i poveri e i malati. Donna di grande mitezza, si fece ben volere da tutti e seppe anche reagire con intelligenza agli scherzi del marito: un aneddoto vuole che un giorno, quando la regina stava sedendosi al pianoforte, Ferdinando le abbia tirato indietro la seggiola ridendo, sentendosi rispondere: «Credevo di aver sposato il re di Napoli, non un lazzarone».

### Reginella santa
In ogni caso, contrariamente a quanto creduto, la "Reginella Santa", come veniva chiamata dai napoletani, amava Ferdinando II. All'interno della sua nuova famiglia, Maria Cristina si legò moltissimo alla cognata, la principessa Maria Antonietta, di due anni minore di lei. Le due, però, si dovettero separare quando la principessa partì per Firenze in vista del  matrimonio, celebrato il 7 giugno 1833, col granduca di Toscana Leopoldo II. Maria Cristina in seguito scrisse: «Fu per me una grande afflizione il dovermi separare da mia cognata Antonietta che è tanto buona e colla quale aveva già legata un'intima amicizia».

### Morte
Maria Cristina morì non ancora ventiquattrenne per i postumi del parto, nel dare alla luce l'unico figlio Francesco, che alla morte del padre sarebbe salito al trono, divenendo in tal modo l'ultimo re del Regno delle Due Sicilie. Lo stesso Francesco sarebbe stato educato nel culto di sua madre, chiamata la Regina Santa. Ferdinando, meno di un anno dopo, si risposò con Maria Teresa d'Asburgo-Teschen.
All'unica figlia di Francesco II e di sua moglie Maria Sofia di Baviera, una bambina che nacque quando i genitori erano già in esilio, venne dato il nome della nonna. La piccola Maria Cristina Pia visse però solo alcuni mesi.

## Processo di beatificazione
Fu il marito di Maria Cristina, Ferdinando II, ad avviare il processo di beatificazione della defunta regina consorte: il 10 luglio 1859, a più di 30 anni dalla sua scomparsa, la Santa Sede comunicò che Maria Cristina di Savoia era stata proclamata venerabile.
La causa di beatificazione e canonizzazione è stata in seguito interrotta, ma è stata rimessa in moto nei primi anni 2000 dai Convegni di cultura "Maria Cristina di Savoia". Con lettera del 17 novembre 2004 – a firma della presidentessa, la professoressa Margherita Elia Leozappa, previa approvazione del Consiglio nazionale del 26 maggio 2004 – è stato conferito a padre Luca De Rosa, O.F.M., il mandato di postulatore della causa di beatificazione e canonizzazione presso la Congregazione delle cause dei santi. Con atto del 3 dicembre 2004 la Congregazione ha approvato e accolto il mandato di postulazione.
Nel pomeriggio del 2 maggio 2013 papa Francesco, ricevendo in udienza privata il cardinale Angelo Amato, prefetto della Congregazione delle cause dei santi, ha autorizzato la promulgazione del decreto riguardante il miracolo attribuito all'intercessione di Maria Cristina, dando il via libera alla beatificazione.
Sabato 25 gennaio 2014, alle ore 11.00, presso la basilica di Santa Chiara di Napoli, pantheon dei sovrani borbonici, dov'è sepolta, si tenne il rito di beatificazione in una solenne celebrazione eucaristica presieduta dal cardinale Crescenzio Sepe, arcivescovo metropolita di Napoli, concelebrato dai cardinali Angelo Amato, cardinale legato per la beatificazione in qualità di prefetto della Congregazione delle cause dei santi, e Renato Raffaele Martino e dagli arcivescovi Tommaso Caputo, Armando Dini, Fabio Bernardo D'Onorio, Arrigo Miglio e Mario Milano. Alla cerimonia erano presenti il duca e la duchessa di Castro, i principi Carlo e Camilla di Borbone delle Due Sicilie, il principe don Pedro di Borbone con la moglie Sofia e i figli, Anna di Francia duchessa di Calabria, i principi Amedeo e Silvia di Savoia-Aosta, la principessa Clotilde di Savoia e il principe Sergio di Jugoslavia in rappresentanza del principe Vittorio Emanuele, la principessa Maria Gabriella di Savoia, dom Duarte duca di Braganza, oltre a esponenti delle case di Borbone e d'Asburgo-Lorena.

## Il miracolo per la beatificazione
Ai fini della beatificazione la Chiesa cattolica ha considerato miracolosa la guarigione di Maria Vallarino, malata dal giugno 1866, da tumore maligno alla mammella destra e tumore incipiente alla mammella sinistra. La Vallarino rifiutò un intervento chirurgico, affidandosi al'intercessione della Venerabile Maria Cristina e ingerendo un frammento di tessuto appartenente a una reliquia "ex indumentis" della Venerabile, il male cominciò a regredire subito e dopo una settimana era scomparso. Maria Vallarino morì 39 anni dopo senza recidive.

## La Grotta
All'interno del Parco di Capodimonte vi è una grotta in tufo a lei dedicata e nel 2021 si sono avviati i lavori per il recupero e il consolidamento del sito.

## Ascendenza
|                               |                       |                                       | Genitori                                        |  |  | Nonni |  |  | Bisnonni                     |  |  | Trisnonni                    |  |
|                               |                       |                                       |                                                 |  |  |       |  |  | Carlo Emanuele III di Savoia |  |  | Vittorio Amedeo II di Savoia |  |
|                               |                       |                                       |                                                 |  |  |       |  |  | Carlo Emanuele III di Savoia |  |  | Vittorio Amedeo II di Savoia |  |
|                               |                       | Anna Maria d'Orléans                  |                                                 |  |  |       |  |  | Carlo Emanuele III di Savoia |  |  |                              |  |
| Vittorio Amedeo III di Savoia |                       |                                       |                                                 |  |  |       |  |  | Carlo Emanuele III di Savoia |  |  |                              |  |
|                               |                       | Polissena d'Assia-Rheinfels-Rotenburg | Ernesto Leopoldo d'Assia-Rheinfels-Rotenburg    |  |  |       |  |  |                              |  |  |                              |  |
|                               |                       | Polissena d'Assia-Rheinfels-Rotenburg | Ernesto Leopoldo d'Assia-Rheinfels-Rotenburg    |  |  |       |  |  |                              |  |  |                              |  |
|                               |                       | Polissena d'Assia-Rheinfels-Rotenburg | Eleonora Maria di Löwenstein-Wertheim-Rochefort |  |  |       |  |  |                              |  |  |                              |  |
| Vittorio Emanuele I di Savoia |                       | Polissena d'Assia-Rheinfels-Rotenburg |                                                 |  |  |       |  |  |                              |  |  |                              |  |
|                               |                       | Filippo V di Spagna                   | Luigi, il Gran Delfino                          |  |  |       |  |  |                              |  |  |                              |  |
|                               |                       | Filippo V di Spagna                   | Luigi, il Gran Delfino                          |  |  |       |  |  |                              |  |  |                              |  |
|                               |                       | Filippo V di Spagna                   | Maria Anna Vittoria di Baviera                  |  |  |       |  |  |                              |  |  |                              |  |
| Maria Antonia di Spagna       |                       | Filippo V di Spagna                   |                                                 |  |  |       |  |  |                              |  |  |                              |  |
|                               |                       | Elisabetta Farnese                    | Odoardo II Farnese                              |  |  |       |  |  |                              |  |  |                              |  |
|                               |                       | Elisabetta Farnese                    | Odoardo II Farnese                              |  |  |       |  |  |                              |  |  |                              |  |
|                               |                       | Elisabetta Farnese                    | Dorotea Sofia di Neuburg                        |  |  |       |  |  |                              |  |  |                              |  |
| Maria Cristina di Savoia      |                       | Elisabetta Farnese                    |                                                 |  |  |       |  |  |                              |  |  |                              |  |
|                               | Francesco I di Lorena | Leopoldo di Lorena                    |                                                 |  |  |       |  |  |                              |  |  |                              |  |
|                               | Francesco I di Lorena | Leopoldo di Lorena                    |                                                 |  |  |       |  |  |                              |  |  |                              |  |
|                               | Francesco I di Lorena | Elisabetta Carlotta d'Orléans         |                                                 |  |  |       |  |  |                              |  |  |                              |  |
| Ferdinando d'Austria-Este     | Francesco I di Lorena |                                       |                                                 |  |  |       |  |  |                              |  |  |                              |  |
|                               |                       | Maria Teresa d'Austria                | Carlo VI d'Austria                              |  |  |       |  |  |                              |  |  |                              |  |
|                               |                       | Maria Teresa d'Austria                | Carlo VI d'Austria                              |  |  |       |  |  |                              |  |  |                              |  |
|                               |                       | Maria Teresa d'Austria                | Elisabetta Cristina di Brunswick-Wolfenbüttel   |  |  |       |  |  |                              |  |  |                              |  |
| Maria Teresa d'Austria-Este   |                       | Maria Teresa d'Austria                |                                                 |  |  |       |  |  |                              |  |  |                              |  |
|                               |                       | Ercole III d'Este                     | Francesco III d'Este                            |  |  |       |  |  |                              |  |  |                              |  |
|                               |                       | Ercole III d'Este                     | Francesco III d'Este                            |  |  |       |  |  |                              |  |  |                              |  |
|                               |                       | Ercole III d'Este                     | Carlotta Aglaia d'Orléans                       |  |  |       |  |  |                              |  |  |                              |  |
| Maria Beatrice d'Este         |                       | Ercole III d'Este                     |                                                 |  |  |       |  |  |                              |  |  |                              |  |
|                               |                       | Maria Teresa Cybo-Malaspina           | Alderano I Cybo-Malaspina                       |  |  |       |  |  |                              |  |  |                              |  |
|                               |                       | Maria Teresa Cybo-Malaspina           | Alderano I Cybo-Malaspina                       |  |  |       |  |  |                              |  |  |                              |  |
|                               |                       | Maria Teresa Cybo-Malaspina           | Ricciarda Gonzaga                               |  |  |       |  |  |                              |  |  |                              |  |
|                               |                       | Maria Teresa Cybo-Malaspina           |                                                 |  |  |       |  |  |                              |  |  |                              |  |

## Onorificenze

### Altre Distinzioni
- Protettrice della Real Arciconfraternita e Monte di San Giuseppe dell'Opera di Vestire i Nudi in quanto Regina consorte del Regno delle Due Sicilie, Napoli (Italia)[11].